# مارك بلاونت
مارك بلاونت (بالإنجليزية: Mark Blount)‏ (5 يناير 1974 بدربي في المملكة المتحدة - ) هو لاعب كرة قدم بريطاني في مركز الدفاع. لعب مع شيفيلد يونايتد ونادي سكاربورو وGresley Rovers F.C. ‏ ونادي بيتربورو يونايتد ونادي بيرتن ألبيون.

## وصلات خارجية
- مارك بلاونت على موقع Soccerbase.com (لاعب) (الإنجليزية)